# 清华大学基础工业训练中心
清华大学基础工业训练中心，是清华大学校级管理、挂靠清华大学机械工程学院的一个实体教学机构。训练中心负责全校工程实践类教学、实习、科研、科技赛事等工作。

## 课程体系
- 基础类
  - 金工实习、机械制造实习、认识制造、材料加工、制造技术、现代汽车制造技术、现代金属工艺、CAD/CAM、特种加工技术、数控技术
  - 电子实习、表面安装技术（SMT）、电子信息新技术、EDA技术与FPGA技术、虚拟仪器系统
- 拓展类
  - 工业系统实践、实验室探究
- 开放类
  - 工程训练综合能力竞赛、机械创新设计大赛、电子系统设计大赛、虚拟仪器大赛、建筑制造大赛、节能车大赛

## 组织结构
- 中心办公室
- 工程训练教研室
  - 金属工艺学教研室
  - 电子工艺教研室
- 机械制造实习部（金属工艺实验室）
  - 常规机械制造实习
  - 先进机械制造实习
  - 实习配套
- 电子制造实习部（电子工艺实验室）
  - 常规电子制造实习
  - 先进电子制造实习
  - 实习配套
- 综合培训部
  - 学生科技赛事
  - 学生课外创新活动
  - 对外教学服务